# Galo de Ouro
O Grêmio Recreativo Escola de Samba Galo de Ouro é uma escola de samba de São Gonçalo, que participa do Carnaval de Niterói.

## Segmentos

### Presidentes
| Nome             | Mandato         |
| ---------------- | --------------- |
| Wladimir do Galo | 2008-2012       |
| Wladimir do Galo | 2012-2018       |
| Giovani Coelho   | 2018-atualmente |

### Diretores
| Ano  | Direção de Carnaval | Direção de Harmonia | Mestre de Bateria |
| ---- | ------------------- | ------------------- | ----------------- |
| 2020 | Gilson dos Santos   | Sérgio Graça        | Igor Custódio     |
| 2023 | Gilson dos Santos   | Sérgio Graça        | Mestre Wilber     |

### Coreógrafo
| Ano             | Nome            |
| --------------- | --------------- |
| 2015-atualidade | Brayan Estarnek |

### Casal de Mestre-sala e Porta-bandeira
| Ano       | Nome                               | Ref.  |
| --------- | ---------------------------------- | ----- |
| 2015-2018 | Jorge do Chapéu e Tatiana Araújo   | [ 1 ] |
| 2019-2021 | Marquinhos e Gabriela              |       |
| 2022      | Jorge Vinícius e Verônica Lima     |       |
| 2023      | Ubirajara Claudino e Verônica Lima |       |

### Corte de bateria
| Ano       | Rainha                           | Ref.  |
| --------- | -------------------------------- | ----- |
| 2015-2016 | Nathy Fernandes                  | [ 1 ] |
| 2017      | Dryele Fernandes                 |       |
| 2018-2022 | Daniele Lima                     |       |
| 2023      | Karen Maremoto e Rodrigo Gonçalo |       |

## Carnavais
| Ano  | Colocação             | Grupo                    | Enredo | Carnavalesco  | Intérprete            | Ref                         |
| ---- | --------------------- | ------------------------ | --- | ------------- | --------------------- | --------------------------- |
| 2010 | 8º lugar              | Grupo 1 - Blocos         | |               |                       | [ 2 ]                       |
| 2011 | Campeã                | Grupo 2 - Blocos         | |               |                       | [ 3 ] [ 4 ] [ 5 ]           |
| 2012 | Campeã                | Grupo 1 - Blocos         | |               |                       | [ 6 ] [ 7 ]                 |
| 2014 | Campeã                | Grupo Especial de Enredo | Os tambores anunciam o povo da floresta esta em festa a tribo do Galo de Ouro vai passar                                                                                     |               |                       | [ 7 ] [ 8 ] [ 9 ]           |
| 2015 | 9º lugar              | Grupo de Acesso          | Da criação do universo, aos 4 elementos da vida, por um mundo melhor, preservar é a saída Compositores:Paulo Beckham, Ormond, Kiko Ribeiro, Rodrigo Torres e Carlinhos Ratão | Mauro Souza   | Leandro Orelha e Luan | [ 1 ] [ 10 ] [ 11 ]         |
| 2016 | 6º lugar              | Grupo de Acesso          | |               |                       | [ 12 ] [ 13 ]               |
| 2017 | 5º lugar              | Grupo A (Acesso)         | Ê nordeste, nação independente, terra de cabra da peste! | Marcelo Alves |                       | [ 14 ] [ 15 ]               |
| 2018 | 10º lugar (rebaixada) | Grupo B (Acesso)         | |               |                       | [ 16 ]                      |
| 2019 | Campeã                | Grupo C                  | Uni duni tê na Galo de Ouro a criança é você |               |                       | [ 17 ] [ 18 ]               |
| 2020 | 9º lugar (rebaixada)  | Grupo B                  | Amazonas: O Eldorado Brasileiro |               |                       | [ 19 ] [ 20 ] [ 21 ] [ 22 ] |
| 2021 |                       | Grupo C                  | Não houve desfile devido ao Covid-19 |               |                       | [ 23 ]                      |
| 2022 | 3º lugar              | Grupo C                  | Lendas, Mistérios e Magia Nos Encantos da Folia |               | Nego                  | [ 24 ]                      |
| 2022 | Pendente              | Grupo C                  | Pelos Mares da Folia Meu Galo de Ouro é Só Alegria |               | Rodrigo Souza         |                             |